# Katja Jevšek
Katja Jevšek, slovenska vremenarka, * 7. april 1979.
Obiskovala je gimnazijo v Velenju in se nato vpisala na študij krajinske arhitekture na Biotehniški fakulteti v Ljubljani. Od leta 2000 napoveduje vreme v oddaji 24ur na televiziji Pop TV.

## Zasebno
Aprila 2023 je tik pred 44. rojstnim dnem rodila hčer. Pred tem je javno spregovorila o svojem sedemletnem boju z neplodnostjo.